# Зайцев, Иван Петрович
Иван Петрович Зайцев (1922—1963) — лейтенант Советской Армии, участник Великой Отечественной войны, Герой Советского Союза (1943).

## Биография
Иван Зайцев родился 1 марта 1922 года в деревне Новая Александровка  Тверской губернии. В 1926 году переехал в Москву. В 1937 году Зайцев окончил семь классов школы, работал учеником слесаря, слесарем на Центральном телеграфе. В 1941 году он был призван на службу в Рабоче-крестьянскую Красную Армию. Окончил Орловское пехотное училище. С февраля 1942 года — на фронтах Великой Отечественной войны. Участвовал в Сталинградской и Курской битвах, четыре раза был ранен. К октябрю 1943 года лейтенант Иван Зайцев командовал пулемётной ротой 3-го батальона 685-го стрелкового полка 193-й стрелковой дивизии 65-й армии Центрального фронта. Отличился во время битвы за Днепр.
В ночь с 14 на 15 октября 1943 года Зайцев в составе десантной группы переправился через Днепр и с ходу атаковал вражеские траншеи. Пулемётчики Зайцева подавили огонь немецких огневых точек, способствовав успеху атаки и захвату плацдарма на западном берегу реки. Противник предпринял две контратаки, но обе они были отбиты. 15 октября Зайцев получил уже пятое за время войны ранение и был отправлен в госпиталь.
Указом Президиума Верховного Совета СССР от 30 октября 1943 года за «успешное форсирование Днепра, прочное закрепление плацдарма на его западном берегу и проявленные при этом отвагу и геройство» лейтенант Иван Зайцев был удостоен высокого звания Героя Советского Союза с вручением ордена Ленина и медали «Золотая Звезда» за номером 1259.
В дальнейшем Зайцев участвовал в освобождении Белорусской ССР и Польши, боях в Германии. Всего за время войны он семь раз был ранен. В 1946 году в звании лейтенанта Зайцев был уволен в запас. Проживал в посёлке Ленино-Дачное (ныне — в черте Москвы). В 1950—1951 годах он служил во внутренних войсках, затем перешёл на работу в Министерство нефтяной промышленности СССР. Учился во Всесоюзном юридическом заочном институте. Скоропостижно скончался от последствий ранений 9 марта 1963 года, похоронен на Котляковском кладбище Москвы.
Был также награждён рядом медалей.